# Château de Steinhöfel
Le château de Steinhöfel (Schloß Steinhöfel) est un château néoclassique avec une base baroque situé dans la commune d'Allemagne de Steinhöfel, de l'arrondissement d'Oder-Spree (Brandebourg). Avec son parc à l'anglaise, dessiné probablement par Johann August Eyserbeck (de), c'est l'un des plus beaux châteaux de la région.

## Histoire
C'est autour de 1730 que la famille seigneuriale des Wullfen, qui détient l'endroit depuis 1400 environ, fait construire un manoir baroque, base du château actuel.
Le roi Frédéric le Grand s'y cantonne avec ses officiers en 1759, en pleine guerre de Sept Ans, pour reprendre des forces avant la bataille de Kunersdorf. Le château est vendu avec ses terres en 1774 pour 65 000 thalers, somme considérable à l'époque, au baron et conseiller d'État Joachim Christian von Blumenthal (de) (1720-1800). Celui-ci le revend en 1790 avec le village et ses terres agricoles au maréchal de la Cour (Oberhofmarschall) Valentin von Massow (de) (1752-1817), qui décide de le faire reconstruire en grande partie. Il est alors membre de l'académie des beaux-arts de Prusse et sera plus tard surintendant des châteaux et jardins de la Couronne. Il reçoit en 1794 la visite du Kronprinz, le futur roi Frédéric-Guillaume III.
Von Massow (de) fait appel en 1790 à David Gilly, architecte d'origine huguenote qui s'était fait connaître par ses travaux d'aménagement en Poméranie. Avec le concours de son fils Friedrich, celui-ci modifie la structure du château, qui devient un imposant bâtiment néoclassique avec deux grandes ailes de côté donnant sur le parc, et il reconstruit la façade d'honneur, avec fronton à la grecque et colonnade discrète. Il construit un pavillon de jardin à la chinoise et une grande bibliothèque. Le tout est terminé en 1795.

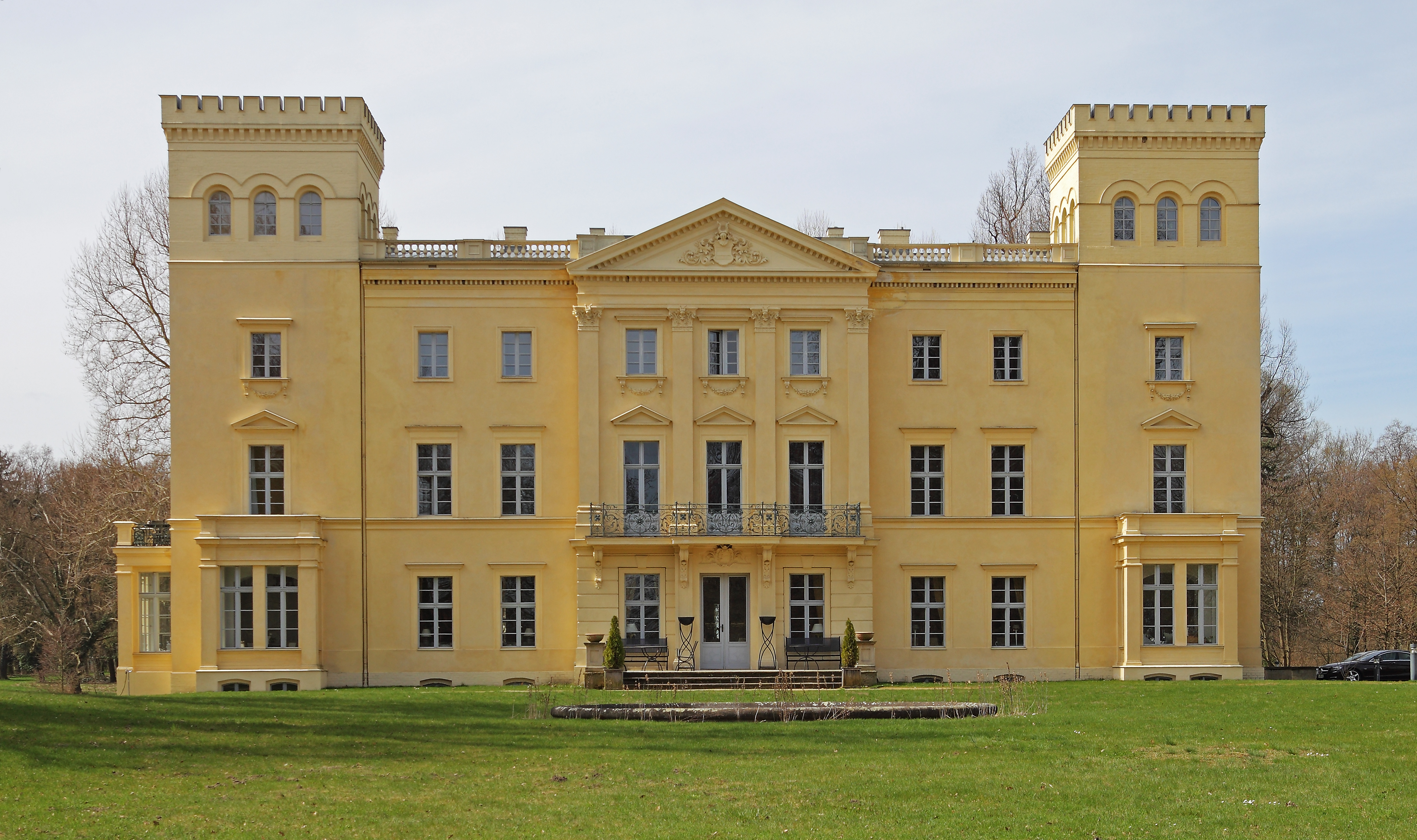
Façade donnant sur le parc.

Le château est réaménagé entre 1820 et  1840, en partie selon les conseils de Karl Friedrich Schinkel. Theodor Fontane y est invité à séjourner en 1862. En 1880, on rajoute quelques éléments néobaroques, comme un avant-corps (Risalit) à trois pignons. La façade donnant sur le pont est décorée d'un balcon, tandis que les deux tours d'angle, crénelées dans le style romantique, sont agrémentées de bow-windows au rez-de-chaussée.
Le château a souffert des vicissitudes de l'histoire du XXe siècle. Il est vendu en 1930, en pleine crise économique, à un riche exploitant agricole, Rudolf Peine, et nationalisé en 1945 à l'arrivée du pouvoir soviétique. Les autorités municipales communistes de la république démocratique allemande l'attribuent à la commune. Les bâtiments abritent un jardin d'enfants, et les premières classes d'une école primaire, ainsi que de nombreux appartements. Il est restauré en partie en 1991 (notamment la bibliothèque), l'école est fermée et les derniers habitants partent en 1995. Le château est entièrement restauré en 2000.
Le château de Steinhöfel est depuis 2002 un hôtel de luxe d'environ cinquante lits, appartenant  à l'État de Brandebourg. Il fait partie des monuments historiques.

## Source
- (de) Cet article est partiellement ou en totalité issu de l’article de Wikipédia en allemand intitulé « Schloss Steinhöfel » (voir la liste des auteurs).